# Zonske lige 1961-1962
Le Zonske lige 1961-1962 (Leghe di zona 1961-1962) furono la 16ª edizione della terza divisione jugoslava.

## Slovenia
```
Il campionato venne vinto dall'
Olimpia Lubiana
, al suo terzo titolo nella competizione. Questa vittoria diede ai biancoverdi la promozione diretta in 
Druga Liga 1962-1963
.
La seconda classificata, lo 
Slovan Lubiana
, andò agli spareggi-promozione.
In questa edizione vi fu una sola retrocessione (mentre le promozioni dalla serie inferiore furono 4), visto l'ampliamento dell'organico della 
edizione successiva
 da 12 a 14 squadre.
[
1
]
```

|                                              | Pos. | Squadra          | Pt | G  | V  | N | P  | GF | GS | QR    |
| -------------------------------------------- | ---- | ---------------- | -- | -- | -- | - | -- | -- | -- | ----- |
| SLOVENSKA LIGA (detta anche SLOVENAČKA LIGA) |      |                  |    |    |    |   |    |    |    |       |
|                                              | 1.   | Olimpia Lubiana  | 42 | 22 | 20 | 2 | 0  | 84 | 15 | 5,600 |
|                                              | 2.   | Slovan Lubiana   | 32 | 22 | 14 | 4 | 4  | 44 | 20 | 2,200 |
|                                              | 3.   | Rudar Trbovlje   | 29 | 22 | 13 | 3 | 6  | 62 | 50 | 1,240 |
|                                              | 4.   | ŽNK Lubiana      | 27 | 22 | 12 | 3 | 7  | 49 | 39 | 1,256 |
|                                              | 5.   | Odred Krim       | 21 | 22 | 8  | 5 | 9  | 38 | 44 | 0,863 |
|                                              | 6.   | Gorica           | 21 | 22 | 8  | 5 | 9  | 32 | 40 | 0,800 |
|                                              | 7.   | Kladivar Celje   | 18 | 22 | 7  | 4 | 11 | 44 | 39 | 1,128 |
|                                              | 8.   | Mura             | 17 | 22 | 7  | 3 | 12 | 32 | 58 | 0,551 |
|                                              | 9.   | Triglav          | 16 | 22 | 6  | 4 | 12 | 32 | 44 | 0,727 |
|                                              | 10.  | Ilirija          | 16 | 22 | 7  | 2 | 13 | 42 | 62 | 0,677 |
|                                              | 11.  | Železničar Celje | 16 | 22 | 5  | 6 | 11 | 34 | 51 | 0,666 |
|                                              | 12.  | Kovinar Maribor  | 9  | 22 | 4  | 1 | 17 | 27 | 59 | 0,457 |
| Fonte: sportsport.ba                         |      |                  |    |    |    |   |    |    |    |       |

Legenda:
  Promozione diretta in Druga liga.
  Partecipa agli spareggi-promozione in Druga liga.
      Promossa in Druga Liga 1962-1963.
      Retrocessa nella divisione inferiore.
Regolamento:
Due punti a vittoria, uno a pareggio, zero a sconfitta.

## Croazia
```
Per la 
stagione successiva
, la 
Federcalcio croata
 ha deciso di ridurre le "zone calcistiche" da 6 a 4. Quindi la 
Zagrebačka zona
 ingloba la 
Zonska liga Čakovec–Varaždin–Koprivnica
 ed i primi due gironi della 
Zona Sisak–Karlovac–Gospić
, mentre il girone di Gospić confluisce nella 
Dalmatinska zona
. Le sottofederazioni calcistiche di Rijeka e Pola non riescono a concordare la continuazione del girone di zona, quindi si dividono nuovamente in 
Istraska liga
 e 
Riječka podsavezna liga
.
[
2
]
```

### Rijeka-Istria
|                                                         | Pos. | Squadra           | Pt | G  | V  | N | P  | GF | GS | QR    |
| ------------------------------------------------------- | ---- | ----------------- | -- | -- | -- | - | -- | -- | -- | ----- |
| RIJEČKO-ISTARSKA ZONA (detta anche RIJEČKO-PULSKA ZONA) |      |                   |    |    |    |   |    |    |    |       |
|                                                         | 1.   | Istria            | 39 | 22 | 19 | 1 | 2  | 78 | 10 | 7,800 |
|                                                         | 2.   | Orijent           | 37 | 22 | 17 | 3 | 2  | 68 | 17 | 4,000 |
|                                                         | 3.   | Goranin Delnice   | 29 | 22 | 14 | 1 | 7  | 55 | 30 | 1,833 |
|                                                         | 4.   | Torpedo Rijeka    | 27 | 22 | 11 | 5 | 6  | 48 | 30 | 1,600 |
|                                                         | 5.   | Rudar Labin       | 26 | 22 | 12 | 2 | 8  | 62 | 38 | 1,631 |
|                                                         | 6.   | Lokomotiva Rijeka | 19 | 22 | 8  | 3 | 11 | 47 | 49 | 0,959 |
|                                                         | 7.   | Crikvenica        | 19 | 22 | 8  | 3 | 11 | 36 | 49 | 0,734 |
|                                                         | 8.   | Grobničan Čavle   | 18 | 22 | 9  | 0 | 13 | 37 | 50 | 0,740 |
|                                                         | 9.   | Nehaj Senj        | 18 | 22 | 8  | 2 | 12 | 39 | 59 | 0,661 |
|                                                         | 10.  | Naprijed Hreljin  | 14 | 22 | 7  | 0 | 15 | 25 | 62 | 0,403 |
|                                                         | 11.  | Pazin             | 9  | 22 | 3  | 3 | 16 | 27 | 69 | 0,391 |
|                                                         | 12.  | Nafta Rijeka      | 9  | 22 | 4  | 1 | 17 | 22 | 81 | 0,271 |
| Fonte: HRnogomet                                        |      |                   |    |    |    |   |    |    |    |       |

Legenda:
      Promossa in Druga Liga 1962-1963.
      Passa in Istarska liga 1962-1963.
      Retrocessa nella divisione inferiore.
Regolamento:
Due punti a vittoria, uno a pareggio, zero a sconfitta.
Note:
Le squadre nelle caselle bianche passano in Podsavezna liga Rijeka 1962-1963.

### Zona Sisak-Karlovac-Gospić
```
Le vincitrici dei tre gironi — 
Segesta
 (Sisak), Jedinstvo 
Ogulin
 (Karlovac) e Visočica Divoselo (Gospić) — hanno disputato un triangolare, vinto dal Segesta che così ha avuto accesso alle qualificazioni per la promozione in Druga liga.
```

#### Sisak
|                       | Pos. | Squadra          | Pt | G  | V  | N | P  | GF | GS | QR    |
| --------------------- | ---- | ---------------- | -- | -- | -- | - | -- | -- | -- | ----- |
| PODSAVEZNA LIGA SISAK |      |                  |    |    |    |   |    |    |    |       |
|                       | 1.   | Segesta          | 32 | 18 | 16 | 0 | 2  | 97 | 19 | 5,105 |
|                       | 2.   | Metalac Sisak    | 31 | 18 | 15 | 1 | 2  | 63 | 14 | 4,500 |
|                       | 3.   | Siscija Sisak    | 20 | 18 | 8  | 4 | 6  | 41 | 32 | 1,281 |
|                       | 4.   | Slavija Petrinja | 20 | 18 | 9  | 2 | 7  | 57 | 45 | 1,266 |
|                       | 5.   | Radnik Petrinja  | 17 | 18 | 8  | 1 | 9  | 38 | 52 | 0,730 |
|                       | 6.   | Sloga Kostajnica | 17 | 18 | 8  | 1 | 9  | 42 | 57 | 0,736 |
|                       | 7.   | Polet Sunja      | 15 | 18 | 7  | 1 | 10 | 37 | 38 | 0,973 |
|                       | 8.   | Ivanić           | 15 | 18 | 7  | 1 | 10 | 27 | 62 | 0,435 |
|                       | 9.   | Sloga Novoselec  | 8  | 18 | 3  | 2 | 13 | 27 | 61 | 0,442 |
|                       | 10.  | Zmaj Novo Pračno | 5  | 18 | 2  | 1 | 15 | 13 | 62 | 0,209 |
| Fonte: HRnogomet      |      |                  |    |    |    |   |    |    |    |       |

Legenda:
      Promossa in Druga Liga 1962-1963.
      Passa in Zagrebačka zona 1962-1963.
      Retrocessa nella divisione inferiore.
Regolamento:
Due punti a vittoria, uno a pareggio, zero a sconfitta.

#### Gospić
|                        | Pos. | Squadra               | Pt | G  | V  | N | P  | GF | GS | QR    |
| ---------------------- | ---- | --------------------- | -- | -- | -- | - | -- | -- | -- | ----- |
| PODSAVEZNA LIGA GOSPIĆ |      |                       |    |    |    |   |    |    |    |       |
|                        | 1.   | Visočica Divoselo     | 28 | 20 | 13 | 2 | 5  | 79 | 38 | 2,078 |
|                        | 2.   | Udarnik Perušić       | 28 | 20 | 12 | 4 | 4  | 63 | 33 | 1,909 |
|                        | 3.   | Velebit Žabica        | 26 | 20 | 11 | 4 | 5  | 54 | 30 | 1,800 |
|                        | 4.   | Lika Lički Osik       | 26 | 20 | 12 | 2 | 6  | 58 | 39 | 1,487 |
|                        | 5.   | Jedinstvo Donji Lapac | 20 | 20 | 8  | 4 | 8  | 39 | 37 | 1,054 |
|                        | 6.   | Bratstvo Gračac       | 20 | 20 | 6  | 8 | 6  | 38 | 46 | 0,826 |
|                        | 7.   | GOŠK Gospić           | 17 | 20 | 6  | 5 | 9  | 44 | 45 | 0,977 |
|                        | 8.   | Ustanik Srb           | 17 | 20 | 8  | 1 | 11 | 49 | 58 | 0,844 |
|                        | 9.   | Partizan Korenica     | 15 | 20 | 6  | 3 | 11 | 39 | 59 | 0,661 |
|                        | 10.  | Krbava Udbina         | 15 | 20 | 6  | 3 | 11 | 40 | 61 | 0,655 |
|                        | 11.  | Sloga Otočac          | 15 | 20 | 6  | 3 | 11 | 38 | 62 | 0,612 |
| Fonte: HRnogomet       |      |                       |    |    |    |   |    |    |    |       |

Legenda:
      Promossa in Druga Liga 1962-1963.
      Passa in Dalmatinska zona 1962-1963.
      Retrocessa nella divisione inferiore.
Regolamento:
Due punti a vittoria, uno a pareggio, zero a sconfitta.

### Zagabria
|                  | Pos. | Squadra               | Pt | G  | V  | N | P  | GF | GS | QR    |
| ---------------- | ---- | --------------------- | -- | -- | -- | - | -- | -- | -- | ----- |
| ZAGREBAČKA ZONA  |      |                       |    |    |    |   |    |    |    |       |
|                  | 1.   | NK Zagabria           | 39 | 22 | 19 | 1 | 2  | 71 | 15 | 4,733 |
|                  | 2.   | Elektrostroj Zagabria | 33 | 22 | 15 | 3 | 4  | 65 | 34 | 1,911 |
|                  | 3.   | Metalac Zagabria      | 32 | 22 | 14 | 4 | 4  | 62 | 31 | 2,000 |
|                  | 4.   | Jedinstvo Zagabria    | 29 | 22 | 12 | 5 | 5  | 41 | 31 | 1,322 |
|                  | 5.   | Kustošija             | 26 | 22 | 11 | 3 | 8  | 62 | 42 | 1,476 |
|                  | 6.   | Borac Zagabria        | 20 | 22 | 9  | 2 | 11 | 36 | 56 | 0,642 |
|                  | 7.   | Zvijezda Zagabria     | 19 | 22 | 7  | 5 | 10 | 27 | 48 | 0,562 |
|                  | 8.   | Šparta Zagabria       | 17 | 22 | 7  | 3 | 12 | 37 | 58 | 0,637 |
|                  | 9.   | Poštar Zagabria       | 16 | 22 | 5  | 6 | 11 | 38 | 50 | 0,760 |
|                  | 10.  | RIZ Zagabria          | 13 | 22 | 2  | 9 | 11 | 23 | 46 | 0,500 |
|                  | 11.  | Radnik V. Gorica      | 11 | 22 | 3  | 5 | 14 | 27 | 52 | 0,519 |
|                  | 12.  | Trnje Zagabria        | 10 | 22 | 1  | 8 | 13 | 30 | 60 | 0,500 |
| Fonte: HRnogomet |      |                       |    |    |    |   |    |    |    |       |

Legenda:
      Promossa in Druga Liga 1962-1963.
      Retrocessa nella divisione inferiore.
Regolamento:
Due punti a vittoria, uno a pareggio, zero a sconfitta.

### Zonska liga Čakovec–Varaždin–Koprivnica
|                                  | Pos. | Squadra              | Pt | G  | V  | N | P  | GF | GS | QR    |
| -------------------------------- | ---- | -------------------- | -- | -- | -- | - | -- | -- | -- | ----- |
| III. "B" ZONA PRVENSTVA HRVATSKE |      |                      |    |    |    |   |    |    |    |       |
|                                  | 1.   | Sloga Čakovec        | 36 | 22 | 17 | 2 | 3  | 63 | 24 | 2,625 |
|                                  | 2.   | Mladost Zabok        | 35 | 22 | 17 | 1 | 4  | 66 | 22 | 3,000 |
|                                  | 3.   | Slaven Koprivnica    | 32 | 22 | 16 | 0 | 6  | 65 | 25 | 2,600 |
|                                  | 4.   | MTČ Čakovec          | 31 | 22 | 15 | 1 | 6  | 58 | 29 | 2,000 |
|                                  | 5.   | Oroteks Oroslavje    | 25 | 22 | 12 | 1 | 9  | 55 | 38 | 1,447 |
|                                  | 6.   | Trnje Trnovec        | 21 | 22 | 9  | 3 | 10 | 43 | 40 | 1,075 |
|                                  | 7.   | Sloboda Varaždin     | 20 | 22 | 9  | 2 | 11 | 46 | 41 | 1,121 |
|                                  | 8.   | Zagorec              | 19 | 22 | 7  | 5 | 10 | 31 | 36 | 0,861 |
|                                  | 9.   | Udarnik Kućan Gornji | 17 | 22 | 7  | 3 | 12 | 33 | 48 | 0,687 |
|                                  | 10.  | Graničar Đurđevac    | 13 | 22 | 6  | 1 | 15 | 30 | 78 | 0,384 |
|                                  | 11.  | Podravska Koprivnica | 8  | 22 | 2  | 4 | 16 | 24 | 85 | 0,282 |
|                                  | 12.  | Polet Pribislavec    | 7  | 22 | 3  | 1 | 18 | 22 | 61 | 0,360 |
| Fonte: HRnogomet                 |      |                      |    |    |    |   |    |    |    |       |

Legenda:
      Promossa in Druga Liga 1962-1963.
      Passa in Zagrebačka zona 1962-1963.
      Retrocessa nella divisione inferiore.
Regolamento:
Due punti a vittoria, uno a pareggio, zero a sconfitta.
Note:
La Zonska liga Čakovec–Varaždin–Koprivnica viene sciolta.

### Slavonia
|                  | Pos. | Squadra                    | Pt | G  | V  | N | P  | GF | GS | QR    |
| ---------------- | ---- | -------------------------- | -- | -- | -- | - | -- | -- | -- | ----- |
| SLAVONSKA ZONA   |      |                            |    |    |    |   |    |    |    |       |
|                  | 1.   | BSK Slavonski Brod         | 30 | 22 | 13 | 4 | 5  | 48 | 22 | 2,181 |
|                  | 2.   | Šparta Beli Manastir       | 28 | 22 | 13 | 2 | 7  | 37 | 30 | 1,233 |
|                  | 3.   | Dinamo Vinkovci            | 26 | 22 | 11 | 4 | 7  | 40 | 31 | 1,290 |
|                  | 4.   | Sloga Vukovar              | 25 | 22 | 10 | 5 | 7  | 55 | 25 | 2,200 |
|                  | 5.   | Belišće                    | 25 | 22 | 12 | 1 | 9  | 57 | 35 | 1,628 |
|                  | 5.   | Metalac Osijek             | 24 | 22 | 10 | 4 | 8  | 46 | 39 | 1,179 |
|                  | 7.   | Lokomotiva Vinkovci        | 21 | 22 | 8  | 5 | 9  | 40 | 40 | 1,000 |
|                  | 8.   | Nafta Bosanski Brod        | 21 | 22 | 7  | 7 | 8  | 36 | 42 | 0,857 |
|                  | 9.   | Jedinstvo Požega           | 20 | 22 | 6  | 8 | 8  | 33 | 46 | 0,717 |
|                  | 10.  | Jovalija Valpovo           | 19 | 22 | 8  | 3 | 11 | 44 | 62 | 0,709 |
|                  | 11.  | Željezničar Slavonski Brod | 17 | 22 | 7  | 3 | 12 | 26 | 43 | 0,604 |
|                  | 12.  | Radnički Požega            | 8  | 22 | 4  | 0 | 18 | 36 | 82 | 0,439 |
| Fonte: HRnogomet |      |                            |    |    |    |   |    |    |    |       |

Legenda:
      Promossa in Druga Liga 1962-1963.
      Passa in Zagrebačka zona 1962-1963.
      Retrocessa nella divisione inferiore.
Regolamento:
Due punti a vittoria, uno a pareggio, zero a sconfitta.
Note:
Dato l'ampliamento della Slavonska zona da 12 a 14 club, gli ultimi due classificati (Željezničar S. Brod e Radnički Požega), invece della retrocessione diretta, hanno disputato ulteriori qualificazioni per rimanere nel campionato contro le squadre sconfitte negli spareggi delle serie inferiori: Sloga Nova Gradiška, Slavija Pleternica e Sloga Đurđenovac.
I vincitori delle qualificazioni sono stati Radnički Požega e Sloga Đurđenovac.

### Dalmazia
```
Le vincitrici dei 3 gironi si sono sfidate per il titolo di campione della 
Dalmatinska zona
. Il Tekstilac Zadar è andato poi agli spareggi per la promozione in Druga liga.
```

|  | Pos. | Squadra               | Pt | G | V | N | P | GF | GS | QR    |
|  | ---- | --------------------- | -- | - | - | - | - | -- | -- | ----- |
|  | 1.   | Tekstilac Zadar       | 6  | 4 | 3 | 0 | 1 | 13 | 4  | 3,250 |
|  | 2.   | Jadran Kaštel Sućurac | 5  | 4 | 2 | 1 | 1 | 9  | 7  | 1,285 |
|  | 3.   | DOŠK Drniš            | 1  | 4 | 0 | 1 | 3 | 3  | 14 | 0,214 |

#### Zara
|                                          | Pos. | Squadra                     | Pt | G  | V  | N | P  | GF | GS | QR    |
| ---------------------------------------- | ---- | --------------------------- | -- | -- | -- | - | -- | -- | -- | ----- |
| PRVENSTVO ZADARSKOG NOGOMETNOG PODSAVEZA |      |                             |    |    |    |   |    |    |    |       |
|                                          | 1.   | Tekstilac Zadar             | 32 | 18 | 15 | 2 | 1  | 68 | 15 | 4,533 |
|                                          | 2.   | Metalac Zadar               | 32 | 18 | 16 | 0 | 2  | 51 | 14 | 3,642 |
|                                          | 3.   | Zara                        | 25 | 18 | 12 | 1 | 5  | 57 | 27 | 2,111 |
|                                          | 4.   | Omladinac Zadar             | 25 | 18 | 12 | 1 | 5  | 36 | 21 | 1,714 |
|                                          | 5.   | Velebit Benkovac            | 20 | 18 | 9  | 2 | 7  | 35 | 33 | 1,060 |
|                                          | 6.   | Sloboda Zadar               | 14 | 18 | 5  | 4 | 9  | 30 | 21 | 1,428 |
|                                          | 7.   | Krila Jadrana Zemunik Donji | 13 | 18 | 5  | 4 | 9  | 27 | 35 | 0,771 |
|                                          | 8.   | Jedinstvo Bokanjac          | 10 | 18 | 2  | 6 | 10 | 22 | 45 | 0,488 |
|                                          | 9.   | Pomorac Zadar               | 8  | 18 | 2  | 4 | 12 | 23 | 57 | 0,403 |
|                                          | 10.  | Goran Raton                 | 1  | 18 | 0  | 1 | 17 | 8  | 69 | 0,115 |
| Fonte: HRnogomet                         |      |                             |    |    |    |   |    |    |    |       |

Legenda:
      Promossa in Druga Liga 1962-1963.
      Passa in Dalmatinska zona 1962-1963.
      Retrocessa nella divisione inferiore.
Regolamento:
Due punti a vittoria, uno a pareggio, zero a sconfitta.

#### Sebenico
|                                          | Pos. | Squadra                | Pt | G  | V  | N | P  | GF | GS | QR    |
| ---------------------------------------- | ---- | ---------------------- | -- | -- | -- | - | -- | -- | -- | ----- |
| PRVENSTVO ŠIBENSKOG NOGOMETNOG PODSAVEZA |      |                        |    |    |    |   |    |    |    |       |
|                                          | 1.   | DOŠK Drniš             | 26 | 14 | 13 | 0 | 1  | 43 | 16 | 2,687 |
|                                          | 2.   | Rudar Siverić          | 19 | 14 | 9  | 1 | 4  | 42 | 20 | 2,100 |
|                                          | 3.   | Dinara Knin            | 16 | 14 | 7  | 2 | 5  | 34 | 26 | 1,307 |
|                                          | 4.   | Polet Zablaće          | 15 | 14 | 7  | 1 | 6  | 28 | 30 | 0,933 |
|                                          | 5.   | Metalac Šibenik        | 14 | 14 | 5  | 4 | 5  | 30 | 32 | 0,937 |
|                                          | 6.   | Aluminij Lozovac       | 10 | 14 | 3  | 4 | 7  | 23 | 30 | 0,766 |
|                                          | 7.   | TLM Šibenik            | 7  | 14 | 2  | 3 | 9  | 15 | 30 | 0,500 |
|                                          | 8.   | Požar Skradinsko Polje | 5  | 14 | 2  | 1 | 11 | 16 | 48 | 0,333 |
| Fonte: HRnogomet                         |      |                        |    |    |    |   |    |    |    |       |

Legenda:
      Promossa in Druga Liga 1962-1963.
      Passa in Dalmatinska zona 1962-1963.
      Retrocessa nella divisione inferiore.
Regolamento:
Due punti a vittoria, uno a pareggio, zero a sconfitta.

#### Spalato
|                                          | Pos. | Squadra               | Pt | G  | V  | N | P  | GF | GS | QR    |
| ---------------------------------------- | ---- | --------------------- | -- | -- | -- | - | -- | -- | -- | ----- |
| PRVENSTVO SPLITSKOG NOGOMETNOG PODSAVEZA |      |                       |    |    |    |   |    |    |    |       |
|                                          | 1.   | Jadran Kaštel Sućurac | 37 | 22 | 16 | 5 | 1  | 60 | 19 | 3,157 |
|                                          | 2.   | GOŠK K. Gomilica      | 32 | 22 | 13 | 6 | 3  | 57 | 26 | 2,192 |
|                                          | 3.   | Junak Sinj            | 28 | 22 | 12 | 4 | 6  | 59 | 35 | 1,685 |
|                                          | 4.   | Orkan Dugi Rat        | 27 | 22 | 11 | 5 | 6  | 42 | 28 | 1,500 |
|                                          | 5.   | Solin                 | 26 | 22 | 10 | 6 | 6  | 34 | 23 | 1,478 |
|                                          | 6.   | Omladinac Vranjic     | 23 | 22 | 10 | 3 | 9  | 41 | 35 | 1,171 |
|                                          | 7.   | Dalmatinac Spalato    | 21 | 22 | 7  | 7 | 8  | 26 | 35 | 0,742 |
|                                          | 8.   | Nada Spalato          | 19 | 22 | 5  | 9 | 8  | 27 | 37 | 0,729 |
|                                          | 9.   | Zmaj Makarska         | 16 | 22 | 6  | 4 | 12 | 35 | 53 | 0,660 |
|                                          | 10.  | Slaven Trogir         | 15 | 22 | 5  | 5 | 12 | 29 | 42 | 0,690 |
|                                          | 11.  | Omiš                  | 12 | 22 | 4  | 4 | 14 | 24 | 64 | 0,375 |
|                                          | 12.  | Naprijed Vis          | 8  | 22 | 2  | 4 | 16 | 28 | 57 | 0,491 |
| Fonte: HRnogomet                         |      |                       |    |    |    |   |    |    |    |       |

Legenda:
      Promossa in Druga Liga 1962-1963.
      Passa in Dalmatinska zona 1962-1963.
      Retrocessa nella divisione inferiore.
Regolamento:
Due punti a vittoria, uno a pareggio, zero a sconfitta.

## Bosnia Erzegovina
```
Agli spareggi-promozione hanno avuto accesso le prime due della 
Međuzonska liga BiH
 e la vincente della 
Hercegovačka zona
. Nel primo turno, il 
Bosna Visoko
 ha avuto la meglio sul 
Troglav
. Nella finale, anche lo 
Jedinstvo Brčko
 ha dovuto cedere al Bosna, che così ha ottenuto la promozione in 
Druga liga Ovest
.
[
3
]
```

### Interzona
|                                     | Pos. | Squadra            | Pt | G  | V  | N | P  | GF | GS | QR    |
| ----------------------------------- | ---- | ------------------ | -- | -- | -- | - | -- | -- | -- | ----- |
| MEĐUZONSKA LIGA BOSNE I HERCEGOVINE |      |                    |    |    |    |   |    |    |    |       |
|                                     | 1.   | Rudar Kakanj       | 36 | 26 | 16 | 4 | 6  | 61 | 31 | 1,967 |
|                                     | 2.   | Famos Hrasnica     | 34 | 26 | 16 | 2 | 8  | 55 | 35 | 1,571 |
|                                     | 3.   | Bosna Visoko       | 33 | 26 | 13 | 7 | 6  | 59 | 38 | 1,552 |
|                                     | 4.   | Jedinstvo Brčko    | 29 | 26 | 10 | 9 | 7  | 33 | 26 | 1,269 |
|                                     | 5.   | Bratstvo Travnik   | 28 | 26 | 12 | 4 | 10 | 58 | 31 | 1,870 |
|                                     | 6.   | Jedinstvo Bihać    | 28 | 26 | 11 | 6 | 9  | 46 | 36 | 1,277 |
|                                     | 7.   | Radnički Prijedor  | 25 | 26 | 10 | 5 | 11 | 43 | 43 | 1,000 |
|                                     | 8.   | Borac Drvar        | 24 | 26 | 12 | 0 | 14 | 36 | 45 | 0,800 |
|                                     | 9.   | Bosna Sarajevo     | 23 | 26 | 8  | 7 | 11 | 41 | 51 | 0,803 |
|                                     | 10.  | Bugojno            | 23 | 26 | 10 | 3 | 13 | 37 | 58 | 0,637 |
|                                     | 11.  | Željezničar Doboj  | 22 | 26 | 9  | 4 | 13 | 43 | 56 | 0,767 |
|                                     | 12.  | Rudar Bukinje      | 22 | 26 | 8  | 6 | 12 | 35 | 48 | 0,729 |
|                                     | 13.  | Borac Šamac        | 22 | 26 | 9  | 4 | 13 | 48 | 70 | 0,685 |
|                                     | 14.  | Tekstilac Derventa | 15 | 26 | 5  | 5 | 16 | 38 | 60 | 0,633 |
| Fonte: sportsport.ba                |      |                    |    |    |    |   |    |    |    |       |

Legenda:
  Promozione diretta in Druga liga.
  Partecipa agli spareggi-promozione in Druga liga.
      Promossa in Druga Liga 1962-1963.
      Retrocessa nella divisione inferiore.
Regolamento:
Due punti a vittoria, uno a pareggio, zero a sconfitta.
Note:
Rudar Kakanj promosso direttamente.
Famos Hrasnica promosso dopo le qualificazioni.

### Erzegovina
|                      | Pos. | Squadra           | Pt | G  | V  | N | P  | GF | GS | QR    |
| -------------------- | ---- | ----------------- | -- | -- | -- | - | -- | -- | -- | ----- |
| ZONSKA LIGA MOSTAR   |      |                   |    |    |    |   |    |    |    |       |
|                      | 1.   | Leotar            | 36 | 22 | 17 | 2 | 3  | 60 | 18 | 3,333 |
|                      | 2.   | Borac Čapljina    | 34 | 22 | 15 | 4 | 3  | 50 | 14 | 3,571 |
|                      | 3.   | Dubrovnik         | 30 | 22 | 12 | 6 | 4  | 41 | 19 | 2,157 |
|                      | 4.   | Lokomotiva Mostar | 26 | 22 | 11 | 4 | 7  | 43 | 30 | 1,433 |
|                      | 5.   | Troglav           | 22 | 22 | 10 | 2 | 10 | 44 | 45 | 0,977 |
|                      | 6.   | GOŠK Dubrovnik    | 20 | 22 | 8  | 4 | 10 | 42 | 39 | 1,076 |
|                      | 7.   | Neretva Metković  | 20 | 22 | 9  | 2 | 11 | 44 | 44 | 1,000 |
|                      | 8.   | Iskra Stolac      | 17 | 22 | 7  | 3 | 12 | 38 | 54 | 0,703 |
|                      | 9.   | Metalac Konjic    | 17 | 22 | 7  | 3 | 12 | 37 | 65 | 0,569 |
|                      | 10.  | Velež Nevesinje   | 16 | 22 | 7  | 2 | 13 | 35 | 47 | 0,744 |
|                      | 11.  | GOŠK Gabela       | 16 | 22 | 6  | 4 | 12 | 33 | 52 | 0,634 |
|                      | 12.  | Hercegovac Bileća | 10 | 22 | 4  | 2 | 16 | 26 | 59 | 0,440 |
| Fonte: sportsport.ba |      |                   |    |    |    |   |    |    |    |       |

Legenda:
      Promossa in Druga Liga 1962-1963.
      Retrocessa nella divisione inferiore.
Regolamento:
Due punti a vittoria, uno a pareggio, zero a sconfitta.

## Vojvodina
```
Le prime tre classificate sono state ammesse alle qualificazioni per la 
Druga Liga 1962-1963
. Promozione centrata da 
Bačka B. Palanka
 e 
OFK Subotica
.
[
6
]

Odred Kikinda
 ed i club classificati dal 4º al 10º posto sono stati inseriti nella neoformata 
Srpska liga Nord
. 
Vršac
 e Železničar Vršac sono state retrocesse.
[
7
]

La 
Vojvođanska liga
 è stata soppressa nell'estate 1962.
[
8
]
```

|                         | Pos. | Squadra                  | Pt | G  | V  | N | P  | GF | GS | QR    |
| ----------------------- | ---- | ------------------------ | -- | -- | -- | - | -- | -- | -- | ----- |
| VOJVOĐANSKA LIGA        |      |                          |    |    |    |   |    |    |    |       |
|                         | 1.   | Odred Kikinda            | 32 | 22 | 14 | 4 | 4  | 51 | 18 | 2,833 |
|                         | 2.   | Bačka B. Palanka         | 30 | 22 | 13 | 4 | 5  | 47 | 22 | 2,136 |
|                         | 3.   | OFK Subotica             | 30 | 22 | 14 | 2 | 6  | 48 | 28 | 1,714 |
|                         | 4.   | Zvezda Subotica          | 27 | 22 | 9  | 9 | 4  | 35 | 29 | 1,206 |
|                         | 5.   | Bratstvo Jedinstvo Bečej | 22 | 22 | 8  | 6 | 8  | 40 | 33 | 1,212 |
|                         | 6.   | Radnik Vrbas             | 32 | 22 | 9  | 4 | 9  | 32 | 35 | 0,914 |
|                         | 7.   | Jedinstvo S.Pazova       | 20 | 22 | 8  | 4 | 10 | 28 | 30 | 0,933 |
|                         | 8.   | Sloven Ruma              | 18 | 22 | 7  | 4 | 11 | 28 | 41 | 0,682 |
|                         | 9.   | Železničar Inđija        | 17 | 22 | 7  | 3 | 12 | 33 | 44 | 0,750 |
|                         | 10.  | Hajduk Kula              | 16 | 22 | 6  | 4 | 12 | 33 | 45 | 0,733 |
|                         | 11.  | Vršac                    | 15 | 22 | 4  | 7 | 11 | 26 | 51 | 0,509 |
|                         | 12.  | Železničar Vršac         | 12 | 22 | 2  | 8 | 12 | 18 | 43 | 0,418 |
| Fonte: fsgzrenjanin.com |      |                          |    |    |    |   |    |    |    |       |

Legenda:
  Promozione diretta in Druga liga.
  Partecipa agli spareggi-promozione in Druga liga.
      Promossa in Druga Liga 1962-1963.
      Retrocessa nella divisione inferiore.
Regolamento:
Due punti a vittoria, uno a pareggio, zero a sconfitta.

## Kosovo
|                      | Pos. | Squadra             | Pt | G  | V  | N | P  | GF | GS | QR    |
| -------------------- | ---- | ------------------- | -- | -- | -- | - | -- | -- | -- | ----- |
| ZONSKA LIGA A.K.M.O. |      |                     |    |    |    |   |    |    |    |       |
|                      | 1.   | Buducnost Peć       | 38 | 22 | 17 | 4 | 1  | 63 | 18 | 3,500 |
|                      | 2.   | Vlaznimi Đakovica   | 33 | 22 | 15 | 3 | 4  | 52 | 15 | 3,466 |
|                      | 3.   | Obilić              | 30 | 22 | 12 | 6 | 4  | 55 | 26 | 2,115 |
|                      | 4.   | Borac Uroševac      | 27 | 22 | 12 | 3 | 7  | 41 | 35 | 1,171 |
|                      | 5.   | FK Trepča           | 22 | 22 | 9  | 4 | 9  | 53 | 51 | 1,039 |
|                      | 6.   | Grafičar Priština   | 20 | 22 | 8  | 4 | 10 | 41 | 47 | 0,872 |
|                      | 7.   | CZ Gnjilane         | 18 | 22 | 5  | 8 | 9  | 30 | 34 | 0,882 |
|                      | 8.   | Sloga Lipljan       | 18 | 22 | 7  | 4 | 11 | 37 | 48 | 0,770 |
|                      | 9.   | Metohija Prizren    | 17 | 22 | 8  | 1 | 13 | 46 | 62 | 0,741 |
|                      | 10.  | Građevinar Priština | 15 | 22 | 6  | 3 | 13 | 31 | 45 | 0,688 |
|                      | 11.  | Radnički Vučitrn    | 15 | 22 | 5  | 5 | 12 | 35 | 56 | 0,625 |
|                      | 12.  | Podrimlje Orahovac  | 11 | 22 | 4  | 3 | 15 | 26 | 69 | 0,376 |
| Fonte: sportsport.ba |      |                     |    |    |    |   |    |    |    |       |

Legenda:
      Promossa in Druga Liga 1962-1963.
      Retrocessa nella divisione inferiore.
Regolamento:
Due punti a vittoria, uno a pareggio, zero a sconfitta.

## Montenegro
```
Prima dell'inizio della stagione, la 
Federcalcio montenegrina
 decide di creare una competizione a 
girone unico
 con 9 squadre:
[
9
]

3 dal Montenegro centrale (
OFK Titograd
, 
Čelik Nikšić
 e 
Gorštak
)
3 dal Montenegro settentrionale (
Rudar Pljevlja
, 
Jedinstvo Bijelo Polje
 e 
Brskovo
)
3 dal Montenegro meridionale (
Lovćen
, 
Bokelj
 e 
Arsenal Tivat
)
```

|                      | Pos. | Squadra                | Pt | G  | V  | N | P  | GF | GS | QR    |
| -------------------- | ---- | ---------------------- | -- | -- | -- | - | -- | -- | -- | ----- |
| CRNOGORSKA LIGA      |      |                        |    |    |    |   |    |    |    |       |
|                      | 1.   | OFK Titograd           | 24 | 16 | 11 | 2 | 3  | 46 | 19 | 2,421 |
|                      | 2.   | Bokelj                 | 23 | 16 | 10 | 3 | 3  | 53 | 29 | 1,827 |
|                      | 3.   | Rudar Pljevlja         | 21 | 16 | 9  | 3 | 4  | 39 | 25 | 1,560 |
|                      | 4.   | Lovćen                 | 20 | 16 | 8  | 4 | 4  | 41 | 18 | 2,277 |
|                      | 5.   | Jedinstvo Bijelo Polje | 20 | 16 | 8  | 4 | 4  | 25 | 18 | 1,388 |
|                      | 6.   | Čelik Nikšić           | 13 | 16 | 4  | 3 | 8  | 28 | 43 | 0,651 |
|                      | 7.   | Arsenal Tivat          | 10 | 16 | 3  | 4 | 9  | 32 | 49 | 0,653 |
|                      | 8.   | Gorštak                | 8  | 16 | 3  | 2 | 11 | 24 | 46 | 0,521 |
|                      | 9.   | Brskovo                | 5  | 16 | 1  | 3 | 12 | 15 | 60 | 0,250 |
| Fonte: sportsport.ba |      |                        |    |    |    |   |    |    |    |       |

Legenda:
  Promozione diretta in Druga liga.
  Partecipa agli spareggi-promozione in Druga liga.
      Promossa in Druga Liga 1962-1963.
      Retrocessa nella divisione inferiore.
Regolamento:
Due punti a vittoria, uno a pareggio, zero a sconfitta.

## Macedonia
|                      | Pos. | Squadra          | Pt | G  | V  | N | P  | GF | GS | QR    |
| -------------------- | ---- | ---------------- | -- | -- | -- | - | -- | -- | -- | ----- |
| MAKEDONSKA LIGA      |      |                  |    |    |    |   |    |    |    |       |
|                      | 1.   | Pobeda           | 32 | 22 | 14 | 4 | 4  | 70 | 26 | 2,692 |
|                      | 2.   | Metalec Skopje   | 28 | 22 | 12 | 4 | 6  | 55 | 35 | 1,571 |
|                      | 3.   | Bregalnica Štip  | 24 | 22 | 10 | 4 | 8  | 37 | 35 | 1,057 |
|                      | 4.   | Pelister         | 23 | 22 | 10 | 3 | 9  | 41 | 44 | 0,931 |
|                      | 5.   | Rabotnički       | 22 | 22 | 8  | 6 | 8  | 31 | 30 | 1,033 |
|                      | 6.   | Tikveš Kavadarci | 21 | 22 | 8  | 5 | 9  | 33 | 37 | 0,891 |
|                      | 7.   | Karaorman        | 21 | 22 | 8  | 8 | 6  | 37 | 44 | 0,840 |
|                      | 8.   | Ljuboten Tetovo  | 21 | 22 | 9  | 3 | 10 | 33 | 41 | 0,804 |
|                      | 9.   | Vardar Negotino  | 20 | 22 | 7  | 6 | 9  | 52 | 49 | 1,061 |
|                      | 10.  | Ohrid            | 20 | 22 | 7  | 6 | 9  | 39 | 43 | 0,906 |
|                      | 11.  | 11 Oktomvri      | 17 | 22 | 6  | 5 | 11 | 38 | 63 | 0,603 |
|                      | 12.  | Osogovo Kočani   | 15 | 22 | 6  | 3 | 13 | 23 | 42 | 0,547 |
| Fonte: sportsport.ba |      |                  |    |    |    |   |    |    |    |       |

Legenda:
  Promozione diretta in Druga liga.
  Partecipa agli spareggi-promozione in Druga liga.
      Promossa in Druga Liga 1962-1963.
      Retrocessa nella divisione inferiore.
Regolamento:
Due punti a vittoria, uno a pareggio, zero a sconfitta.

## Spareggi-promozione

### Ovest

#### Slovenia
Lo Slovan Lubiana va direttamente al baraž.

#### Croazia
Le vincitrici delle 6 zone (BSK Slavonski Brod, NK Zagabria, Istria, Bjelovar, Tekstilac Zadar e Segesta) e le due ultime classificate della Druga liga Ovest 1961-62 (Lokomotiva Zagabria e Varteks Varaždin) erano impegnate tre posti in Druga Liga 1962-1963. Ce l'hanno fatta BSK, Istra e Lokomotiva. Varteks e NK Zagabria sono andati al baraž.

#### Bosnia Erzegovina
| Squadra 1                                               | Totale | Squadra 2 | Andata | Ritorno |
| ------------------------------------------------------- | ------ | --------- | ------ | ------- |
| Famos Hrasnica                                          | 4 – 1  | Leotar    | 1 – 1  | 3 – 0   |
| Famos promosso in Druga Liga 1962-1963. Leotar al baraž |        |           |        |         |

#### Baraž
| Squadra 1                                | Totale | Squadra 2        | Andata | Ritorno |
| ---------------------------------------- | ------ | ---------------- | ------ | ------- |
| PRIMO TURNO                              |        |                  |        |         |
| NK Zagabria                              | 3 – 2  | Tekstilac Zadar  | 2 – 0  | 1 – 2   |
| SEMIFINALI                               |        |                  |        |         |
| NK Zagabria                              | 1 – 2  | Varteks Varaždin | 1 – 0  | 0 – 2   |
| Leotar                                   | 3 – 6  | Slovan Lubiana   | 1 – 2  | 2 – 4   |
| FINALE                                   |        |                  |        |         |
| Slovan Lubiana                           | 0 – 5  | Varteks Varaždin | 0 – 2  | 0 – 3   |
| Varteks promosso in Druga Liga 1962-1963 |        |                  |        |         |

### Nord
Vi partecipano le prime tre squadre della Voivodina (Odred, Bačka e Subotica) e due dalla Serbia settentrionale (Valjevo e Zemun) per tre posti in Druga liga.
| Squadra 1                                                                  | Totale          | Squadra 2         | Andata | Ritorno |
| -------------------------------------------------------------------------- | --------------- | ----------------- | ------ | ------- |
| TURNO PRELIMINARE                                                          |                 |                   |        |         |
| OFK Subotica                                                               | 3 – 3 (3-2 dtr) | Budućnost Valjevo | 2 – 2  | 1 – 1   |
| FINALI                                                                     |                 |                   |        |         |
| OFK Subotica                                                               | 5 – 3           | Jedinstvo Zemun   | 3 – 1  | 2 – 2   |
| Bačka B. Palanka                                                           | 5 – 4           | Odred Kikinda     | 5 – 3  | 0 – 1   |
| Subotica e Bačka promosse in Druga Liga 1962-1963. Zemun ed Odred al baraž |                 |                   |        |         |
| BARAŽ                                                                      |                 |                   |        |         |
| Jedinstvo Zemun                                                            | 7 – 4           | Odred Kikinda     | 5 – 1  | 2 – 3   |
| Zemun promosso in Druga Liga 1962-1963.                                    |                 |                   |        |         |

### Sud
Vi partecipano due squadre dalla Serbia meridionale (Borac e Železničar) ed i vincitori del Kosovo (Buducnost Peć) e del Montenegro (OFK Titograd) per tre posti in Druga liga.
| Squadra 1                                                                          | Totale | Squadra 2      | Andata | Ritorno |
| ---------------------------------------------------------------------------------- | ------ | -------------- | ------ | ------- |
| FINALI                                                                             |        |                |        |         |
| OFK Titograd                                                                       | 0 – 5  | Buducnost Peć  | 0 – 2  | 0 – 3   |
| Borac Čačak                                                                        | ? – ?  | Železničar Niš | 2 – 2  | ? – ?   |
| Buducnost e Železničar promossi in Druga Liga 1962-1963. Titograd e Borac al baraž |        |                |        |         |
| BARAŽ                                                                              |        |                |        |         |
| OFK Titograd                                                                       | 3 – 7  | Borac Čačak    | 3 – 1  | 0 – 6   |
| Borac promosso in Druga Liga 1962-1963.                                            |        |                |        |         |

### Ultima qualificazione
Alla fine, le squadre eliminate ai baraž (Odred e Borac) hanno avuto un'altra possibilità: hanno giocato contro le due ultime classificate della Druga liga Est 1961-62 (Radnički Sombor e Radnički Kragujevac) per l'ultimo posto disponibile in Druga liga.
| Squadra 1                                             | Totale | Squadra 2       | Andata | Ritorno |
| ----------------------------------------------------- | ------ | --------------- | ------ | ------- |
| SEMIFINALI                                            |        |                 |        |         |
| Radnički Sombor                                       | 4 – 2  | Odred Kikinda   | 2 – 1  | 2 – 1   |
| Radnički Kragujevac                                   | n.d.   | OFK Titograd    | n.d.   | n.d.    |
| FINALE                                                |        |                 |        |         |
| Radnički Kragujevac                                   | 9 – 1  | Radnički Sombor | 2 – 1  | 7 – 0   |
| Radnički Kragujevac promosso in Druga Liga 1962-1963. |        |                 |        |         |

L'OFK Titograd, conscio delle sue possibilità (nessuna), abbandonò la competizione di qualificazione, motivo per cui fu multato dalla Commissione disciplinare della FSJ, subito prima dell'inizio della nuova stagione 1962-63 (nel campionato montenegrino), con la sconfitta a tavolino delle prime quattro gare.